# Agrici
Agrici fou bisbe de Barcelona des de dates properes a l'any 500 fins després del 517. Assistí als concili convocat per Joan (arquebisbe de Tarragona) el 6 de novembre de l'any 516, amb assistència d'altres nou bisbes, entre ells Agrici, confós per altres autors amb el títol de Gerundense. Agrici signà en cinquena posició les actes d'aquest concili. L'any següent l'arquebisbe Joan convocà el Concili de Girona (517), on concorregueren els mateixos bisbes de l'any anterior amb excepció d'Ursus (bisbe de Tortosa). es desconeix la data de l'òbit i qualsevol altra activitat del bisbe Agrici després de l'any 17.